# Škoda Fabia IV

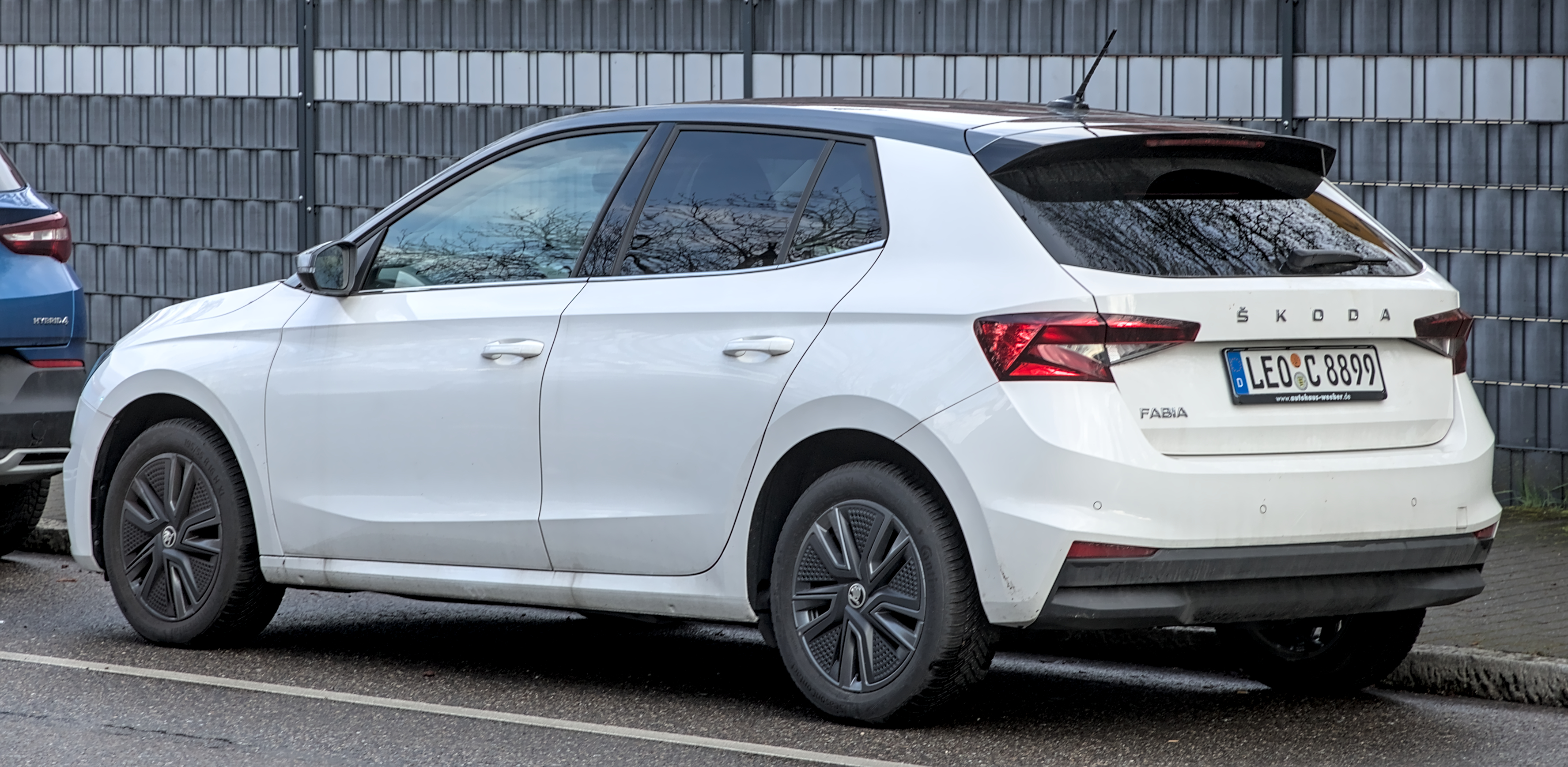
Heckansicht

Der Škoda Fabia IV ist die vierte Generation des von Škoda gebauten Kleinwagens Fabia.

## Modellgeschichte
Im September 2020 wurde ein Nachfolgemodell des Fabia III für 2021 angekündigt. Im Februar 2021 wurde ein erstes Bild, welches ausschließlich die Dachlinie des neuen Modells zeigt, veröffentlicht. Außerdem erfolgten Testfahrten in Vorserienmodellen durch die Motorpresse. Offiziell vorgestellt wurde der Fabia IV, der nun wie der Seat Ibiza V und der VW Polo VI auf der MQB-A0-Plattform aufbaut, schließlich im Mai 2021. Die Weltpremiere erfolgte wegen der andauernden COVID-19-Pandemie nur über das Internet. Der Marktstart erfolgte am 18. September 2021.
Eine Kombi-Version des Fabia war zunächst geplant, obwohl Škoda mit dem Scala und dem Kamiq bereits ähnliche Modelle auf Basis der MQB-A0 Plattform im Programm hat. Im Oktober 2021 wurde dann aber bekanntgegeben, dass der Kombi wegen strengerer Emissionsregularien doch entfällt. Auch andere Wettbewerber wie der Seat Ibiza ST oder der Renault Clio Grandtour werden nicht mehr vermarktet.
Im Oktober 2024 präsentierte Škoda mit dem Rally2 Limited Edition by Cohete Suárez ein Sondermodell, das anlässlich der Erfolge des Herstellers bei der Super-Rallye-Meisterschaft aufgelegt wurde. Der Wagen ist in der Farbe Mamba Grün lackiert, hat 17-Zoll-Räder von OZ Racing und ein Sportfahrwerk. Die maximale Leistung wurde durch Abt Sportsline auf 140 kW (190 PS) gesteigert. Das Sondermodell ist auf 100 Exemplare limitiert und ausschließlich in Spanien erhältlich.

## Abmessungen
Gegenüber dem Vorgängermodell ist der neue Fabia knapp 11 Zentimeter länger und 5 Zentimeter breiter. Der Radstand wurde um etwa 9,5 cm verlängert und beträgt nun rund 2,56 Meter. Das Kofferraumvolumen wird mit 380 bis 1190 Liter angegeben. Mit einem Strömungswiderstandskoeffizient cw von 0,28 gilt der Kleinwagen als aerodynamischstes Auto seiner Klasse. Zusammen mit einem optionalen 50-Liter-Tank (Serie: 40 Liter) soll so eine Reichweite nach WLTP von über 900 Kilometer möglich sein.

## Technik

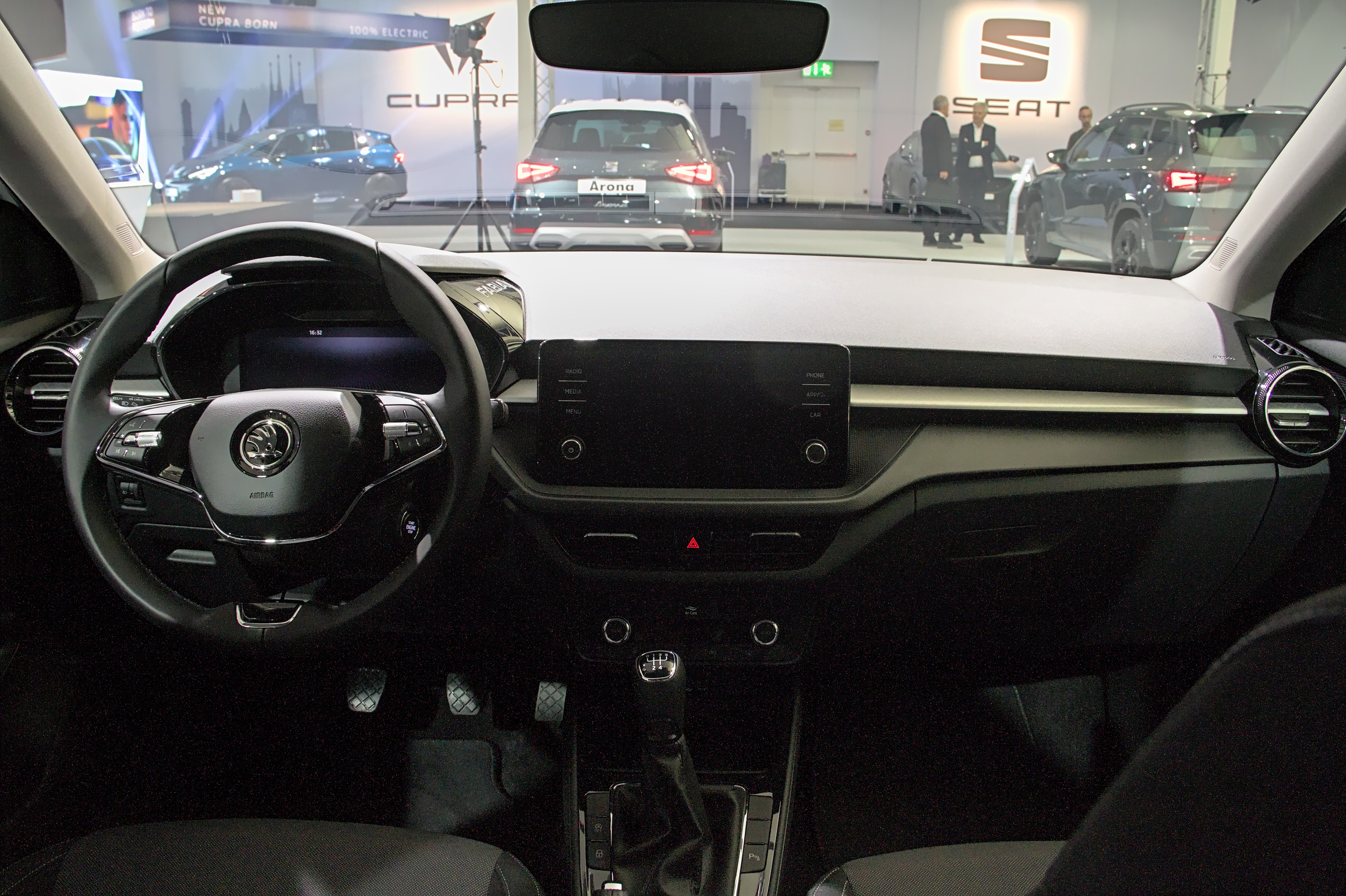
Innenansicht

Das Infotainmentsystem wird über ein bis zu 9,2 Zoll großes Display bedient. Serienmäßig verfügt der Fabia außerdem über eine Gestensteuerung. Gegen Aufpreis ist eine Sprachsteuerung, die 15 Sprachen unterstützt, erhältlich. Instrumente wie das Tachometer sind in der Basis analog ausgeführt, optional kann es durch ein bis zu 10,25 Zoll großes, volldigitales Display ersetzt werden.
Die Stirnfläche des Fabia IV ist um etwa drei Prozent größer als die des Fabia III; der Luftwiderstandsbeiwert (cW-Wert) ist fast zehn Prozent geringer. Dies reduziert die CO2-Emissionen um fast drei Gramm pro Kilometer im WLTP-Testzyklus.
Eine Kühlerjalousie senkt den Kraftstoffverbrauch bei 120 km/h um bis zu 0,2 Liter pro 100 Kilometer.

## Sicherheit
Im Herbst 2021 wurde der Fabia vom Euro NCAP auf die Fahrzeugsicherheit getestet. Er erhielt fünf von fünf möglichen Sternen.

## Technische Daten
Die Motorenpalette umfasst zwei Ottomotoren in insgesamt sechs Leistungsvarianten. Die beiden Basismotorisierungen sind als Saugmotor ausgeführt, die anderen Motorisierungen werden durch einen Turbolader unterstützt. Alle Motoren erfüllen mindestens die Abgasnorm Euro 6d. Elektrifizierte Antriebe sind genauso wenig geplant wie Dieselmotoren. Bei den 1,0-TSI-Motoren sind die Zylinderlaufbuchsen zur Reibungs- und damit auch zur Verbrauchsverringerung plasmabeschichtet.
|                                                    | 1.0 MPI EVO                           | 1.0 MPI EVO                           | 1.0 MPI EVO                           | 1.0 TSI EVO                                              | 1.0 TSI EVO                                              | 1.0 TSI EVO                                              | 1.0 TSI EVO                                              | 1.5 TSI EVO                                              | 1.5 TSI EVO                                              | 1.5 TSI Rally2 (1)                                       |
| -------------------------------------------------- | ------------------------------------- | ------------------------------------- | ------------------------------------- | -------------------------------------------------------- | -------------------------------------------------------- | -------------------------------------------------------- | -------------------------------------------------------- | -------------------------------------------------------- | -------------------------------------------------------- | -------------------------------------------------------- |
| Bauzeitraum                                        | 09/2021–04/2023                       | 09/2021–03/2024                       | seit 03/2024                          | 09/2021–03/2024                                          | seit 03/2024                                             | 09/2021–04/2023                                          | seit 03/2024                                             | 11/2021–03/2024                                          | seit 03/2024                                             | seit 10/2024                                             |
| Motorbauart und Zylinderanzahl                     | R3-Ottomotor mit Saugrohreinspritzung | R3-Ottomotor mit Saugrohreinspritzung | R3-Ottomotor mit Saugrohreinspritzung | R3-Ottomotor mit Turbolader und Benzindirekteinspritzung | R3-Ottomotor mit Turbolader und Benzindirekteinspritzung | R3-Ottomotor mit Turbolader und Benzindirekteinspritzung | R3-Ottomotor mit Turbolader und Benzindirekteinspritzung | R4-Ottomotor mit Turbolader und Benzindirekteinspritzung | R4-Ottomotor mit Turbolader und Benzindirekteinspritzung | R4-Ottomotor mit Turbolader und Benzindirekteinspritzung |
| Motorbaureihe                                      | VW EA211                              | VW EA211                              | VW EA211                              | VW EA211 evo                                             | VW EA211 evo 2                                           | VW EA211 evo                                             | VW EA211 evo 2                                           | VW EA211 evo                                             | VW EA211 evo 2                                           | VW EA211 evo 2                                           |
| Hubraum                                            | 999 cm³                               | 999 cm³                               | 999 cm³                               | 999 cm³                                                  | 999 cm³                                                  | 999 cm³                                                  | 999 cm³                                                  | 1498 cm³                                                 | 1498 cm³                                                 | 1498 cm³                                                 |
| max. Leistung bei 1/min                            | 48 kW (65 PS)/ 6300                   | 59 kW (80 PS)/ 6300                   | 59 kW (80 PS)/ 6300                   | 70 kW (95 PS)/ 5000–5500                                 | 70 kW (95 PS)/ 5000–5500                                 | 81 kW (110 PS)/ 5500                                     | 85 kW (116 PS)/ 5500                                     | 110 kW (150 PS)/ 5000–6000                               | 110 kW (150 PS)/ 5000–6000                               | 140 kW (190 PS)                                          |
| max. Drehmoment bei 1/min                          | 93 Nm/ 3000–3750                      | 93 Nm/ 3700–3900                      | 93 Nm/ 3700–3900                      | 175 Nm/ 1600–3500                                        | 175 Nm/ 1600–3500                                        | 200 Nm/ 2000–3000                                        | 200 Nm/ 2000–3000                                        | 250 Nm/ 1500–3500                                        | 250 Nm/ 1500–3500                                        | 290 Nm                                                   |
| Getriebe, serienmäßig                              | 5-Gang-Schaltgetriebe                 | 5-Gang-Schaltgetriebe                 | 5-Gang-Schaltgetriebe                 | 5-Gang-Schaltgetriebe                                    | 5-Gang-Schaltgetriebe                                    | 6-Gang-Schaltgetriebe                                    | 6-Gang-Schaltgetriebe                                    | 7-Gang-Doppelkupplungsgetriebe                           | 7-Gang-Doppelkupplungsgetriebe                           | 7-Gang-Doppelkupplungsgetriebe                           |
| Getriebe, optional                                 | —                                     | —                                     | —                                     | —                                                        | —                                                        | (7-Gang-Doppelkupplungsgetriebe)                         | (7-Gang-Doppelkupplungsgetriebe)                         | —                                                        | —                                                        | —                                                        |
| Antriebsart                                        | Vorderradantrieb                      | Vorderradantrieb                      | Vorderradantrieb                      | Vorderradantrieb                                         | Vorderradantrieb                                         | Vorderradantrieb                                         | Vorderradantrieb                                         | Vorderradantrieb                                         | Vorderradantrieb                                         | Vorderradantrieb                                         |
| Höchstgeschwindigkeit                              | 172 km/h                              | 179 km/h                              | 175 km/h                              | 195 km/h                                                 | 190 km/h                                                 | 205 km/h (193 km/h)                                      | 202 km/h (202 km/h)                                      | 225 km/h                                                 | 222 km/h                                                 | k. A.                                                    |
| Beschleunigung, 0–100 km/h                         | 15,9 s                                | 15,5 s                                | 15,7 s                                | 10,6 s                                                   | 10,7 s                                                   | 10,0 s (9,9 s)                                           | 9,3 s (9,7 s)                                            | 8,0 s                                                    | 8,0 s                                                    | k. A.                                                    |
| Kraftstoffverbrauch (NEFZ) auf 100 km (kombiniert) | 4,4–4,6 l Super                       | 4,5–4,7 l Super                       | 4,8–6,1 l Super                       | 4,6–4,8 l Super                                          | 4,7–5,9 l Super                                          | 4,5–4,8 l Super (4,6–4,7 l Super)                        | 4,7–5,9 l Super (4,9–6,0 l Super)                        | 4,8–4,9 l Super                                          | 4,8–6,1 l Super                                          | k. A.                                                    |
| CO2-Emission (NEFZ) (kombiniert)                   | 101–106 g/km                          | 104–107 g/km                          | 109–139 g/km                          | 104–109 g/km                                             | 106–133 g/km                                             | 103–110 g/km (105–108 g/km)                              | 106–134 g/km (112–137 g/km)                              | 109–113 g/km                                             | 109–137 g/km                                             | k. A.                                                    |
| Abgasnorm nach EU-Klassifikation                   | Euro 6d                               | Euro 6d                               | Euro 6e                               | Euro 6d                                                  | Euro 6e                                                  | Euro 6d                                                  | Euro 6e                                                  | Euro 6d                                                  | Euro 6e                                                  | Euro 6e                                                  |

- Werte in runden Klammern gelten für Modelle mit Doppelkupplungsgetriebe.